# São Tomé-i zöldgalamb
A São Tomé-i zöldgalamb (Treron sanctithomae) a madarak osztályának galambalakúak (Columbiformes) rendjébe és a galambfélék (Columbidae) családjába tartozó faj.
A magyar név forrással nincs megerősítve, lehet, hogy az angol név tükörfordítása (São Tomé Green-pigeon).

## Előfordulása
Afrika nyugati partjainál, a Guineai-öbölben található São Tomé és Príncipe területén honos.